# Bacino di Vienna

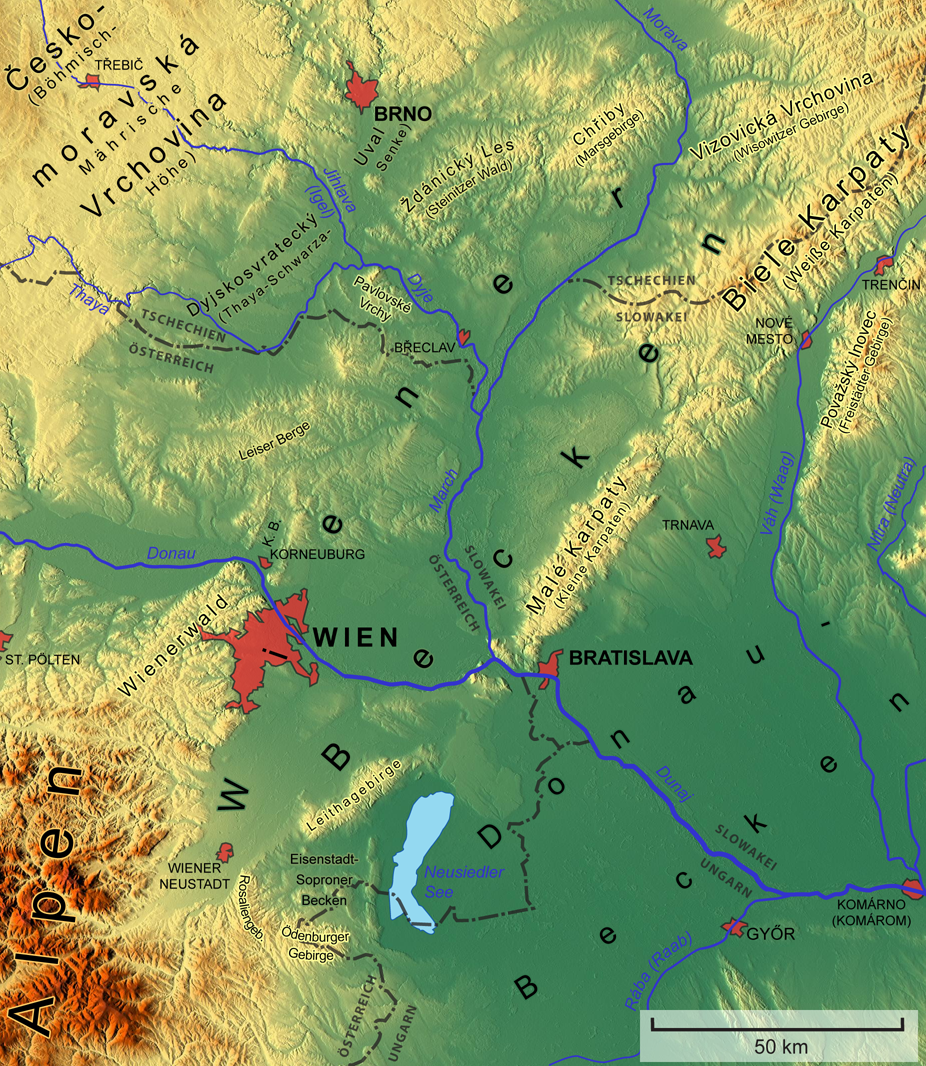
Il vasto bacino di Vienna si estende a nordest della capitale austriaca delimitato a sudest dai Carpazi, che lo separano dal bacino del Danubio.

Il bacino di Vienna (in tedesco Wiener Becken, in ceco Vídeňská pánev, in slovacco Viedenská kotlina) è un bacino sedimentario che si estende tra le Alpi orientali e i monti Carpazi.
Più dell'80% del bacino si trova nella Bassa Austria e nell'area di Vienna, mentre la parte restante si estende tra i fiumi Morava e Thaya nella Repubblica Ceca e in Slovacchia.

## Caratteristiche
Si tratta di una spianata a forma di fuso che si estende su un'area di 50 km per 200 km fino al fiume Morava, al di là del Danubio.
A sudest i Monti della Leita lo separano dalla Piccola pianura ungherese. A ovest costeggia le Prealpi Orientali della Bassa Austria, la Selva Viennese e le Alpi Nord-orientali. Il Danubio entra nel bacino di Vienna attraverso un'apertura nelle vicinanze del monte Leopoldsberg, e ne fuoriesce a Devìn, nei Piccoli Carpazi, a est di Hainburg. 
A partire dal XII secolo, sul bordo sudorientale del bacino furono costruite le fortezze di Wiener Neustadt e Hainburg in funzione difensiva contro gli attacchi provenienti dalle pianure ungheresi a valle del Danubio. Le truppe di Mattia Corvino riuscirono a penetrare nel bacino nel 1485 nel corso delle guerre austro-ungariche del 1477-1488 e posero sotto assedio Vienna. Fu nuovamente invaso dalle truppe dell'Impero ottomano che posero sotto assedio Vienna nel 1529 e nel corso della battaglia di Vienna del 1683.